# Action Comics
Action Comics és una sèrie de còmics que marca el debut de Superman, el primer gran superheroi de la història. Publicada per primera vegada el 18 d'abril de 1938 (amb data de portada juny del 1938) per l'editorial coneguda actualment com a DC Comics. A causa de la tibant situació mundial prèvia a la Segona Guerra Mundial, el concepte de superheroi creat al primer número d'Action Comics va motivar un èxit sense precedents i va donar origen a una enorme quantitat de personatges similars, iniciant l'Edat Daurada dels còmics.
En primera instància, l'editorial era coneguda solament com a Detective Comics, després com a National Comics, National Periodical Publication i finalment DC Comics. La revista va tenir una publicació interrompuda durant certs períodes, però encara se segueix editant. La seva primera encarnació va arribar al número 904, sent substituït per un nou volum. Amb un nou número 1, que es va publicar de 2011 al 2016. Action Comics va retornar a la seva numeració original, sumant els dos volums, a partir del número 957 (data de portada agost de 2017). L'abril de 2018 (data de portada juny de 2018) va arribar al seu número 1000.

## Actions Comics núm. 1
Gràcies a la importància del personatge de Superman, les poques edicions encara existents d'Action Comics N° 1 és el còmic millor valorat de la història, havent-se arribat a vendre per 3,2 milions de dòlars. Fins i tot un còmic en mal estat es valora com a mínim en 100.000 dòlars.